# Svensk författningssamling
 Svensk författningssamling (SFS) är en kronologisk sammanställning av Sveriges författningar, som utgörs av lagar och förordningar. Riksdagen beslutar om lagar och de utfärdas därefter av regeringen, som också fastställer förordningar. En förordning kan till exempel innehålla tillämpningsregler för myndigheter avseende en viss lag. 
Då en lag utfärdas eller en förordning fastställs, publiceras den i Svensk författningssamling. Författningen får då ett eget SFS-nummer, som består av årtalet för utfärdandet följt av ett kolon (:) samt ett löpnummer som tilldelas i kronologisk ordning alltefter utfärdandet. Exempelvis var mervärdesskattelagen (1994:200) den tvåhundrade författningen som publicerades i Svensk författningssamling under år 1994. I juridisk text anges alltid SFS-numret på detta sätt vid hänvisning till en viss lag, med undantag av grundlagar och de centrala lagar som benämns balkar.
Även lagändringar får egna SFS-nummer, eftersom en lagändring i sig är en lag. Den redan existerande lagen behåller dock sitt ursprungliga SFS-nummer även efter ändringen och publiceras i konsoliderad form. När en lag har upphävts är det möjligt att införa en ny lag med samma namn men alltid med ett nytt SFS-nummer.

## Historik
Initiativet till utgivande av Svensk Författningssamling togs av greve Hans Wachtmeister i ett memorial till 1823 års riksdag. Därefter påbjöd Kungl. Maj:t genom en skrivelse till kanslistyrelsen den 22 december 1824 att en författningssamling skulle utges från år 1825. Svensk författningssamling är i enlighet med 1976 års författningssamlingsförordning tillgänglig för allmänheten på landstings- och kommunkontoren och på kommunbiblioteken. Intill dess fanns en starkt decentraliserad tillgänglighet genom de olika pastorsämbetenas vårdnadsplikt av sådant tryck.
Dessförinnan utgavs den svenska statsförvaltningens offentliga tryck utan bibliografisk sammanhållning och går under det officiösa namnet Årstrycket. Detta är ett samlingsnamn för lagar, förordningar, påbud, dekret, kungörelser, instruktioner, taxor, reglementen m.m. som konungen, staten och olika myndigheter utfärdat från Gustav Vasas dagar fram till och med 1833.
Årstrycket förekommer oftast i form av enstaka tryckta sidor eller mindre häften, ibland också ritningar och planscher. Dessa tryck distribuerades från myndigheterna till landshövdingarna och kyrkorna, där de flesta av dem skulle läsas upp i samband med gudstjänsterna. Detta skedde efter 1849 omedelbart efter gudstjänstens slut. Uppläsningstvånget avskaffades successivt under 1900-talet
Årstrycket digitaliseras sedan 2006 av Kungl. biblioteket och innefattar alla tryck från 1541 till 1632.  Årstrycket är främst av intresse för forskare inom olika historievetenskaper.  Årstrycket fram till 1632 kommer att göras tillgängligt via Internet som bildfiler i faksimil.  Som en egen specialdatabas finns detta under namnet Svenskt offentligt tryck (SOT) i den nationella databaserade katalogen Libris och i Kungl. bibliotekets katalog Regina. Den innehåller sammanlagt 16 893 poster.
Från och med 1 april 2018 kungörs författningar elektroniskt genom att publiceras på webbplatsen www.svenskforfattningssamling.se.